# Ричардсон, Джейсон
Джейсон Энтони «Джей-Рич» Ричардсон (англ. Jason Anthoney "J-Rich" Richardson; род. 20 января 1981, Сагино, штат Мичиган, США) — американский профессиональный баскетболист, выступавший в Национальной баскетбольной ассоциации за пять различных команд. Был выбран под общим 5-м номером на драфте НБА 2001 командой «Голден Стэйт Уорриорз». В свой дебютный сезон получил приз MVP матча новичков НБА, а также был вызван в первую сборную новичков НБА. Ричардсон считается одним из лучших данкеров в НБА, завоевав 2 титула чемпиона конкурса по броскам сверху в 2002 и в 2003 годах.

## Ранние годы и колледж
Ричардсон окончил школу Артур Хилл в 1999. Являясь лидером школьной команды, он удостаивался званий «Мистер баскетбол штата Мичиган» и награды от McDonald's как одному из лучших школьных игроков. В свой первый сезон в составе «Спартанцев» (команды университета штата Мичиган) Ричардсон набирал 5,1 очков в среднем за игру, выходя на площадку 37 раз (из них 3 раза в стартовой пятёрке). В свой второй сезон он уже набирал 14,7 очков в среднем за игру. По окончании сезона он был назван в составе первой команды всех звезд конференции Биг-10.

## Профессиональная карьера

### Голден Стэйт Уорриорз
Ричардсон участвовал в матче новичков НБА дважды: как новичок в 2002 и как второгодка в 2003. Его команды выиграли оба раза, а спортсмен получил награду MVP матча новичков в 2002. В игре за второгодок у Ричардсона был запоминающийся момент, когда за несколько секунд до сирены он, «получив передачу» от лба Карлоса Бузера, забросил трехочковый.
За время выступлений за «Голден Стэйт» Ричардсон приобрел репутацию отличного снайпера, игрока, не брезгующего данками, а также командного игрока с этичным и высокоморальным поведением как на паркете, так и за его пределами. Долгое время являясь капитаном «Уорриорз», Ричардсон даже стал инициатором письма фанатам, в котором объяснялись причины неудач команды (в частности, непопадание в плей-офф в 12-й раз подряд). В следующем сезоне игрок помог команде выйти-таки в плей-офф впервые за 13 лет. «Голден Стэйт» даже победили в первом раунде плей-офф первых сеяных — «Даллас Маверикс» —, но уступили во втором раунде «Юте Джаз».
Хотя Ричардсон больше не играет за «Голден Стэйт», он остается одним из самых популярных игроков среди фанатов «Уорриорз». В матче против «Финикс Санз» Ричардсон установил рекорд франчайза по количеству попаданий трёхочковых без промаха (8). Главным образом игрок известен по своим данкам и считается одним из лучших данкеров в НБА начала 2000-х.

### Шарлотт Бобкэтс
28 июня 2007 года Ричардсон и права на Джермарео Дэвидсона были обменяны в «Шарлотт» на 8-го номера драфта 2007 Брендона Райта.
Ричардсон начал показывать свою силу с выездного матча против «Бостон Селтикс», набрав 34 очка. Это было лишь четвёртое поражение «Селтикс» в сезоне и второе дома. Также это была только вторая победа «Бобкэтс» на выезде, которая закончила 11-матчевую проигрышную серию команды в выездных матчах. Ричардсон установил и рекорд франчайза по количеству побед подряд (5), включая победу над его бывшей командой. В том матче против «Уорриорз» игрок набрал 34 очка. Сезон 2007—2008 стал «восстанавливающим» для Ричардсона и «Шарлотт» после предыдущих неудач. Статистика игрока вернулась на привычные для него позиции (21,8 очка в среднем за игру). Кроме того, Ричардсон лидировал в НБА по количеству сделанных трёхочковых.

### Финикс Санз

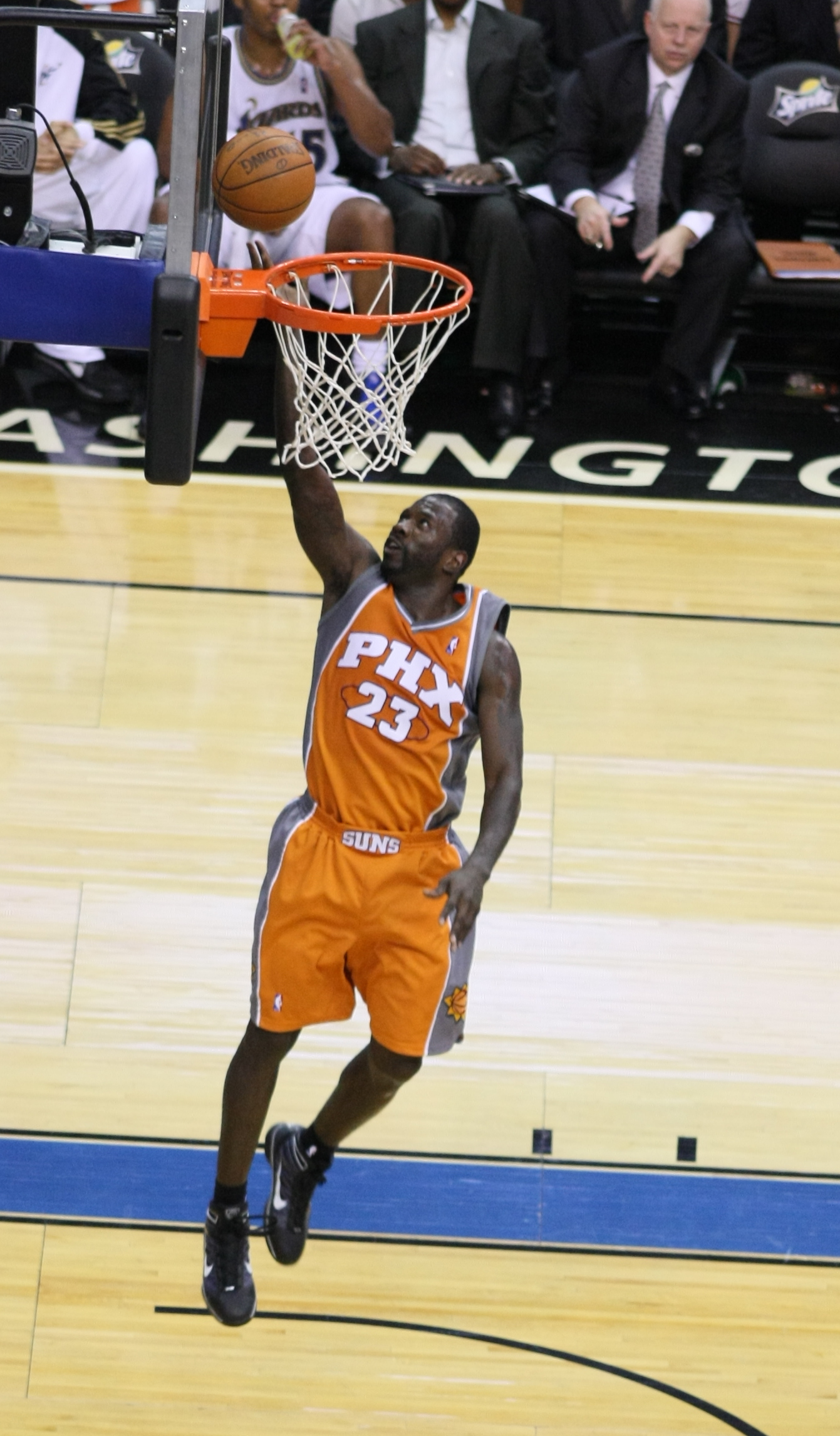
Джейсон Ричардсон в игре за «Финикс»

10 декабря 2008 года между «Шарлотт» и «Финиксом» состоялся обмен, в результате которого Ричардсон, Джаред Дадли и выбор во втором раунде драфта 2010 отправились в «Санз», а Борис Дьяо, Раджа Белл и Шон Синглтэри — в «Бобкэтс». «Санз» подписали Ричардсона, так как искали игрока на заднюю линии, чтобы снизить давление на Стива Нэша.
В первой игре за «Финикс» Ричардсон набрал 21 очко, включая аллей-уп от Леандро Барбозы. Но его первый сезон в Финиксе запомнился тем, что «Санз» не смогли попасть в плей-офф впервые с 2003 года.
Однако в следующем сезоне Ричардсон помог команде вернуться в плей-офф, эффективно играя в нападении и отрабатывая в защите. В первом раунде плей-офф 2010 игрок привел свою команду к победе в шести матчах над «Портленд Трэйл Блэйзерс». В третьей игре серии Ричардсон установил личный рекорд результативности в плей-офф, набрав 42 очка. В следующем раунде спортсмен помог команде разгромить «Сан-Антонио Спёрс» в четырёх матчах. Но в финале западной конференции «Санз» уступили «Лос-Анджелес Лейкерс» в шести матчах и сложили свои притязания на чемпионский титул.

### Орландо Мэджик
18 декабря 2010 в результате обмена Ричардсон, Хедо Туркоглу и Эрл Кларк оказались в «Орландо», а Винс Картер, Марцин Гортат, Микаель Пьетрус, выбор в первом раунде драфта 2011 и 3 млн $ отправились в «Финикс». В декабре 2011 подписал новый четырёхлетний контракт с «Орландо» на сумму в 25 млн $.

### Филадельфия Севенти Сиксерс
10 августа 2012 года «Филадельфия Севенти Сиксерс» совершила четырёхсторонний обмен с «Лос-Анджелес Лейкерс», «Денвер Наггетс» и «Орландо Мэджик». «Севенти Сиксерс» получили Ричардсона и Эндрю Байнама. Клуб отправил Мориса Харклесса, Николу Вучевича и выбор в первом раунд драфта в «Орландо», а Андре Игудалу — в «Денвер».
Из-за операции на колене Ричардсон сыграл только в 33 матчах в сезоне 2012/2013 и пропустил весь сезон 2013/2014.

## Статистика

### Статистика в НБА
| Сезон                                                                                    | Команда      | Регулярный сезон | Регулярный сезон | Регулярный сезон | Регулярный сезон | Регулярный сезон | Регулярный сезон | Регулярный сезон | Регулярный сезон | Регулярный сезон | Регулярный сезон | Регулярный сезон | Серия плей-офф | Серия плей-офф | Серия плей-офф | Серия плей-офф | Серия плей-офф | Серия плей-офф | Серия плей-офф | Серия плей-офф | Серия плей-офф | Серия плей-офф | Серия плей-офф |
| Сезон                                                                                    | Команда      | GP               | GS               | MPG              | FG%              | 3P%              | FT%              | RPG              | APG              | SPG              | BPG              | PPG              | GP             | GS             | MPG            | FG%            | 3P%            | FT%            | RPG            | APG            | SPG            | BPG            | PPG            |
| ---------------------------------------------------------------------------------------- | ------------ | ---------------- | ---------------- | ---------------- | ---------------- | ---------------- | ---------------- | ---------------- | ---------------- | ---------------- | ---------------- | ---------------- | -------------- | -------------- | -------------- | -------------- | -------------- | -------------- | -------------- | -------------- | -------------- | -------------- | -------------- |
| 2001/02                                                                                  | Голден Стэйт | 80               | 74               | 32,9             | 42,5             | 33,3             | 67,1             | 4,3              | 3,0              | 1,3              | 0,4              | 14,4             | Не участвовал  | Не участвовал  | Не участвовал  | Не участвовал  | Не участвовал  | Не участвовал  | Не участвовал  | Не участвовал  | Не участвовал  | Не участвовал  | Не участвовал  |
| 2002/03                                                                                  | Голден Стэйт | 82               | 82               | 32,9             | 41,0             | 36,8             | 76,4             | 4,6              | 3,0              | 1,1              | 0,3              | 15,6             | Не участвовал  | Не участвовал  | Не участвовал  | Не участвовал  | Не участвовал  | Не участвовал  | Не участвовал  | Не участвовал  | Не участвовал  | Не участвовал  | Не участвовал  |
| 2003/04                                                                                  | Голден Стэйт | 78               | 78               | 37,6             | 43,8             | 28,2             | 68,4             | 6,7              | 2,9              | 1,1              | 0,5              | 18,7             | Не участвовал  | Не участвовал  | Не участвовал  | Не участвовал  | Не участвовал  | Не участвовал  | Не участвовал  | Не участвовал  | Не участвовал  | Не участвовал  | Не участвовал  |
| 2004/05                                                                                  | Голден Стэйт | 72               | 72               | 37,8             | 44,6             | 33,8             | 69,3             | 5,9              | 3,9              | 1,5              | 0,4              | 21,7             | Не участвовал  | Не участвовал  | Не участвовал  | Не участвовал  | Не участвовал  | Не участвовал  | Не участвовал  | Не участвовал  | Не участвовал  | Не участвовал  | Не участвовал  |
| 2005/06                                                                                  | Голден Стэйт | 75               | 75               | 38,4             | 44,6             | 38,4             | 67,3             | 5,8              | 3,1              | 1,3              | 0,5              | 23,2             | Не участвовал  | Не участвовал  | Не участвовал  | Не участвовал  | Не участвовал  | Не участвовал  | Не участвовал  | Не участвовал  | Не участвовал  | Не участвовал  | Не участвовал  |
| 2006/07                                                                                  | Голден Стэйт | 51               | 49               | 32,8             | 41,7             | 36,5             | 65,7             | 5,1              | 3,4              | 1,1              | 0,6              | 16,0             | 11             | 11             | 38,9           | 47,6           | 35,4           | 70,4           | 6,7            | 2,0            | 1,3            | 0,5            | 19,1           |
| 2007/08                                                                                  | Шарлотт      | 82               | 82               | 38,4             | 44,1             | 40,6             | 75,2             | 5,4              | 3,1              | 1,4              | 0,7              | 21,8             | Не участвовал  | Не участвовал  | Не участвовал  | Не участвовал  | Не участвовал  | Не участвовал  | Не участвовал  | Не участвовал  | Не участвовал  | Не участвовал  | Не участвовал  |
| 2008/09                                                                                  | Шарлотт      | 14               | 14               | 35,1             | 44,1             | 45,8             | 74,5             | 4,1              | 2,6              | 1,0              | 0,2              | 18,7             | Не участвовал  | Не участвовал  | Не участвовал  | Не участвовал  | Не участвовал  | Не участвовал  | Не участвовал  | Не участвовал  | Не участвовал  | Не участвовал  | Не участвовал  |
| 2008/09                                                                                  | Финикс       | 58               | 57               | 33,1             | 48,8             | 38,3             | 77,8             | 4,5              | 1,9              | 1,1              | 0,4              | 16,4             | Не участвовал  | Не участвовал  | Не участвовал  | Не участвовал  | Не участвовал  | Не участвовал  | Не участвовал  | Не участвовал  | Не участвовал  | Не участвовал  | Не участвовал  |
| 2009/10                                                                                  | Финикс       | 79               | 76               | 31,5             | 47,4             | 39,3             | 73,9             | 5,1              | 1,8              | 0,8              | 0,4              | 15,7             | 16             | 16             | 33,3           | 50,2           | 47,5           | 75,9           | 5,4            | 1,1            | 1,1            | 0,3            | 19,8           |
| 2010/11                                                                                  | Финикс       | 25               | 25               | 31,8             | 47,0             | 41,9             | 76,4             | 4,4              | 1,4              | 1,1              | 0,1              | 19,3             | Не участвовал  | Не участвовал  | Не участвовал  | Не участвовал  | Не участвовал  | Не участвовал  | Не участвовал  | Не участвовал  | Не участвовал  | Не участвовал  | Не участвовал  |
| 2010/11                                                                                  | Орландо      | 55               | 55               | 34,9             | 43,3             | 38,4             | 70,1             | 4,0              | 2,0              | 1,2              | 0,2              | 13,9             | 5              | 5              | 30,7           | 33,3           | 32,0           | 100,0          | 4,0            | 1,2            | 0,6            | 0,4            | 10,0           |
| 2011/12                                                                                  | Орландо      | 54               | 54               | 29,5             | 40,8             | 36,8             | 59,4             | 3,6              | 2,0              | 1,0              | 0,4              | 11,6             | 5              | 5              | 29,6           | 39,6           | 37,0           | 41,7           | 3,8            | 1,0            | 1,2            | 0,4            | 11,4           |
| 2012/13                                                                                  | Филадельфия  | 33               | 33               | 28,4             | 40,2             | 34,1             | 60,6             | 3,8              | 1,5              | 1,2              | 0,5              | 10,5             | Не участвовал  | Не участвовал  | Не участвовал  | Не участвовал  | Не участвовал  | Не участвовал  | Не участвовал  | Не участвовал  | Не участвовал  | Не участвовал  | Не участвовал  |
| 2014/15                                                                                  | Филадельфия  | 19               | 15               | 21,9             | 34,8             | 32,3             | 77,3             | 3,5              | 2,0              | 0,7              | 0,2              | 9,1              | Не участвовал  | Не участвовал  | Не участвовал  | Не участвовал  | Не участвовал  | Не участвовал  | Не участвовал  | Не участвовал  | Не участвовал  | Не участвовал  | Не участвовал  |
|                                                                                          | Всего        | 857              | 841              | 34,1             | 43,8             | 37,0             | 70,7             | 5,0              | 2,7              | 1,2              | 0,4              | 17,1             | 37             | 37             | 34,1           | 46,5           | 40,4           | 72,4           | 5,4            | 1,4            | 1,1            | 0,4            | 17,1           |
| Наведите курсор мыши на аббревиатуры в заголовке таблицы, чтобы прочесть их расшифровку. |              |                  |                  |                  |                  |                  |                  |                  |                  |                  |                  |                  |                |                |                |                |                |                |                |                |                |                |                |